# Jean Benner-Fries

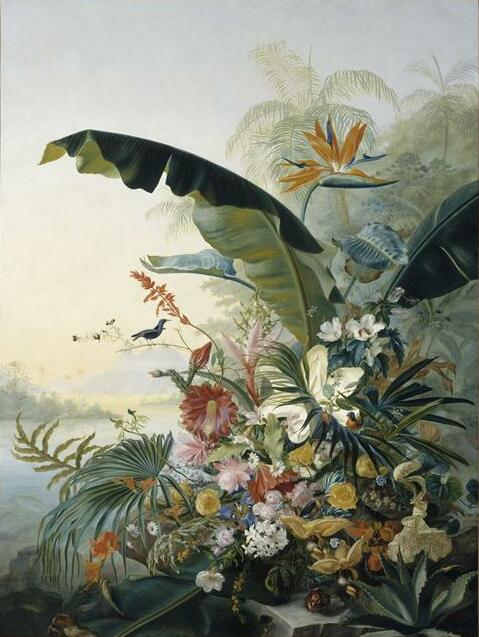
Flors exòtiques, pintura de Benner-Fries (Musée de l'impression sur étoffes, Mulhouse)

Jean Benner-Fries   (Staufen, 28 de març de 1796 - Mülhausen, 21 de novembre de 1849) també conegut com Jean Benner i Jean Benner el vell, va ser un pintor i dissenyador tèxtil francès.

## Primers anys de vida
Va néixer l'any 1764 a Mulhouse, Alt-Rhin, Alsàcia, o, segons altres relats, a Staufen, Suïssa (fins al 1798, Mulhouse era una República independent amb més lligams amb Suïssa que amb França.)

## Carrera
Benner-Fries va ser un pintor naturalista, amb flors exòtiques com el seu tema preferit. Al llarg de la seva vida, va treballar a París i Anglaterra, però va ser més actiu a la seva ciutat natal de Mulhouse, on el Musée de l'impression sur étoffes conté moltes de les seves obres. Les seves obres es conserven als museus municipals de Mulhouse, Caen, Niça, Bale, Belfort, Berna, Châlons, Colmar, Douai, Le Havre, Limoux, Nantes, París, Pau i Estrasburg.

## Vida personal
Benner-Fries es va convertir en pare de dos fills bessons, Emmanuel i Jean Benner, tots dos pintors, les obres dels quals es van exposar al Saló de París a partir de 1867.